# First day of my life
«First Day of My Life» es una canción de la cantante inglesa Melanie Chisholm.
Apareció en primera instancia en el sencillo First day of my life, y luego en el álbum Beautiful Intentions.
Fue editado por primera vez en septiembre de 2005, en Alemania y originalmente fue grabada para una serie de televisión alemana, y fue compuesta por Guy Chambers y Enrique Iglesias. y había sido originalmente grabada por el tenor italiano Andrea Bocelli, con la letra en italiano con el título "Un Nuovo Giorno" (Un nuevo día) para su álbum Andrea de 2004, también lo lanzó como sencillo el mismo año.
Si bien no estaba incluida en el álbum, se convirtió en uno de los mayores éxitos en su carrera, al punto tal que el mismo tuvo que reeditarse para incluirla, lo cual aumentó considerablemente sus ventas.
Vendió 700 000 copias en todo el mundo y fue #1 en Alemania, Suiza, Portugal y España.
Fue nominada como Single del año en los ECHO Music Awards 2006.

## Lista de canciones
- Alemania 2-Track CD

1. First day of my life - 4:04
2. Runaway - 3:24

- Alemania Maxi CD

1. First day of my life - 4:04
2. First day of my life (acoustic) - 4:04
3. Runaway - 3:24
4. First day of my life (music video) - 4:04

- Australia Maxi CD

1. First day of my life
2. First day of my life (acoustic)
3. Better alone (special re-work)
4. Better alone (radio edit)
5. Better alone (pop mix)

## Posicionamiento en listas y certificaciones
| Listas (2005)                         | Mejor posición |
| ------------------------------------- | -------------- |
| Alemania (Offizielle Deutsche Charts) | 1              |
| Australia (ARIA Charts)               | 65             |
| Austria (Ö3 Austria Top 40)           | 2              |
| Bélgica (Valonia) (Ultratop 50)       | 53             |
| Dinamarca (Tracklisten)               | 18             |
| España (Top 100 Canciones)            | 1              |
| Francia (SNEP)                        | 25             |
| Noruega (VG-lista)                    | 14             |
| Suecia (Sverigetopplistan)            | 9              |
| Suiza (Schweizer Hitparade)           | 1              |

| País     | Organismo certificador | Certificación | Ref.   |
| -------- | ---------------------- | ------------- | ------ |
| Alemania | BVMI                   | Platino       | [ 11 ] |